# Kronoarrende
Kronoarrende är en upplåtelseform för en gård som brukades av bönder med egen avel (djurhållning) mot ersättning (arrende) till kronan.
Tidigare kallades dessa gårdar för kronogårdar och många av dem hade under 1700- och 1800-talet varit militärboställen efter Karl XI:s reduktion på 1680-talet. En del av kronogårdarna såldes ut i samband med att indelningsverket upphörde år 1901 och kvarvarande förvaltades därefter av Domänverket. En privatisering skedde av Domänverket på 1990-talet med ytterligare utförsäljning av kronogårdarna. Mark och byggnader på en kronogård ägdes av staten. Arrendekontraket var tidsbundet och reglerade förutom ersättningen även underhåll av byggnader, gärdesgårdar, odlingsarealer m.m. Arrendatorn av en kronogård hade ett bättre besittningsskydd än arrendatorn av frälsegårdar (som ägdes av adeln) under 1600-talet.